# Alexandre Bure
Alexandre Louis-Ernest Bure, né à Batignolles-Monceau le 18 mars 1845 et mort dans la même ville le 11 février 1882, comte héréditaire de Labenne (1870), receveur des finances, est un fils naturel du futur Napoléon III.

## Biographie
Alexandre Bure, né en mars 1845 est le second fils naturel du prince Louis-Napoléon, alors en captivité au fort de Ham, et d'une jeune lingère Eléonore Vergeot, à son service. Pour éviter tout scandale, Eléonore est envoyée accoucher discrètement à Paris, et le bébé est confié à la garde de Mme Cornu,. 
Louis-Napoléon ne reconnaît pas Alexandre, tout comme son aîné Eugène, mais verse une pension à leur mère et charge son frère de lait, Pierre Bure, de veiller sur eux. Les enfants sont finalement  adoptés par Pierre Bure quand il se marie en 1858 avec Eléonore Vergeot. Le couple aura un autre fils, Jean Bure (1853).
Comme son frère, Alexandre fait ses études à Paris, au collège Sainte-Barbe. 
Il est nommé le 21 avril 1865 au secrétariat de la trésorerie générale de la Couronne. 
Il prend part à l'expédition française au Mexique, se marie à Puebla où il manque, dit-on, d'être empoisonné par sa belle-mère, quitte l'armée pour s'installer à Mexico où il fait de mauvaises affaires. 
Il regagne finalement seul la France à la fin de l'année 1869. Il sollicite alors l'aide de son célèbre père naturel et est ainsi nommé receveur des finances. Mais la chute de l'Empire l'empêche de rejoindre son poste.
Il se fait appeler Louis-Napoléon. En juin 1870, il est fait comte de Labenne par Napoléon III. Cela fait de lui le dernier Français anobli, aucun titre ne fut décerné après cette date.
Le 12 mars 1879, il épouse à Paris, en secondes noces, Marie-Henriette Paradis (1857, Vaugirard - 1937, Avignon), âgée de 22 ans, riche héritière du banquier Jean-Baptiste Paradis, mort le 23 avril 1871. 
Le témoin du marié, Philippe Wolmar - ancien caissier central du trésor de la Couronne - tenait le même rôle en 1858, lors de la régularisation de la situation d'Eléonore Vergeot et de Pierre Bure. 
De ce mariage naît à Paris, le 20 mars 1880, un fils unique, Georges. 
Quelques mois plus tard, la famille s'installe à Paimpol, rue Bécot, dans une belle propriété construite en 1860, qui deviendra la « Villa Labenne » : Gendarmerie de Paimpol de 1880 à septembre 1984.
Alexandre entreprit avec Charles Tellier la construction d'une usine grâce à la fortune de sa femme - Tellier fut l'inventeur des chambres frigorifiques installées à bord des navires transportant la viande de l'Amérique du Sud vers l'Europe. On lui doit également un procédé de séchage de la morue par air chaud, qui intéressa un armateur nommé Le Goaster. 
Mais l'opposition de certains hommes politiques et d'industriels de la région finit par décourager les deux associés d'Alexandre : Tellier, Le Goaster et Alexandre abandonnent la partie.
Alexandre, frappé d'une maladie, regagne Paris où il meurt au no 69 de la rue de Miromesnil, le 11 février 1882, à l'âge de 36 ans. 
Sa dépouille fut transférée en Bretagne par sa veuve, et inhumée dans La Chapelle de Lancerf à Plourivo, avec celle de leur fils Georges, mort le 10 décembre 1884, à l'âge de quatre ans et neuf mois. 
Des obsèques grandioses - baptisées par dérision « le retour des cendres » par la presse locale - sont célébrées début 1885, avec la participation de tout ce que la région comptait encore de bonapartistes.
L'usine et la sécherie seront relancées par son épouse et son second époux Louis Auguste Dupont - ancien intendant du château de Villennes-sur-Seine, dont Marie-Henriette avait hérité de son père - , mais la faillite de l'entreprise sera prononcée en 1887.
Le musée de la mer, situé à Paimpol, rue Labenne, est installé dans l'ancienne sécherie, fondée en 1880.

## Sources
- Charles Nauroy, Les secrets des Bonaparte, p. 25-39, éd. Bouillon, 1889
- Charles-Maurice de Vaux, Les hommes d'épée, volume 1,  Le compte de Labenne p. 57-59, éd. Rouveyre, 1882
- Léon Treich, Les alcôves de Napoléon III, éd. Les Deux Sirènes, 1948.